# Desmona mono
Desmona mono är en nattsländeart som först beskrevs av Donald G. Denning 1970.  Desmona mono ingår i släktet Desmona och familjen husmasknattsländor. Inga underarter finns listade i Catalogue of Life.